# ŽRK Split
Le Ženski Rukometni Klub Split (ŽRK Split) ou Split Kaltenberg est un club croate de handball féminin basé à Split.

## Historique
compétitions internationales
- finaliste de la coupe Challenge en 2001

compétitions nationales

## Joueuses historiques
Parmi les joueuses ayant évolué au club, on trouve :
- Vesna Horaček : joueuse de 1997 à 1999
- Iva Perica : joueuse au moins de 1998 à 2000
- Andrea Šerić : joueuse de 2001 à 2005
- Maja Zebić : joueuse de 1996 à 2004